# 能美島
能美島（のうみしま）は、広島県江田島市に属する広島湾の島である。東能美島（ひがしのうみしま）と西能美島（にしのうみしま）に二分される。さらに、隣接する江田島とも陸続きでY字型の一つの島となっている。

## 概要
Y字型のうち、南部の付け根の部分が東能美島、北西部が西能美島、北東部が江田島である。能美島と江田島に囲まれる形で江田島湾が存在し、津久茂瀬戸と呼ばれる狭い海峡で広島湾とつながっている。東能美島は早瀬大橋で倉橋島とつながっており、さらに音戸大橋を通じて本土とつながっている。
能美島と江田島は元々別の島であり、飛渡瀬と呼ばれる狭い海峡で隔てられていた（飛渡瀬は現在も地名として残る）。一方、東能美島と西能美島については、両島の中間地点は陸地の幅・標高ともにかなりあり、過去に別の島であったという記録も伝承も存在しない。一説によれば元々は単に能美島の西側・東側という意味で使われていたのが、近代に至って何らかの事情であたかも別々の島のように地図に記されるようになったものだという。長年別々の島のように地図に記されてきたが、江田島市から国土地理院に修正の要望が出され、2008年2月15日、海上保安庁海洋情報部および国土地理院による「地名等の統一に関する連絡協議会」で、海図や地形図における「東能美島」「西能美島」の記載を「能美島」に変更することが決定された。

## 歴史
江戸時代以前までは、海上交通を取り仕切る海賊衆の拠点の一つであった。
1700年代後半には、島内で和蝋燭の原料となるハゼノキやウルシノキの果実が採取され、金輪島などの製蝋所へ出荷されていたことが記録されている。
2004年11月1日に江田島市が発足するまで、東能美島には大柿町が、東能美島と西能美島に跨る形で能美町が、西能美島には沖美町が存在し、江田島には安芸郡江田島町が存在していた。能美島の自治体は全て佐伯郡に属していた。

## 交通
- 国道487号
- 三高港
- 中田港（中町港・高田港）

## 著名な出身者
- 栗原恵（元女子プロバレーボール選手）
- 六角紫水（漆工芸家）